# Fritz Erb
Fritz Erb (* 12. April 1894 in Innertkirchen; † 9. November 1970 in Zürich) war ein Schweizer Journalist, Buchautor, Regimentskommandant und Sportfunktionär.

## Biografie
Fritz Erb wuchs in einfachen Verhältnissen im Berner Oberland auf. Nach dem frühen Tod beider Eltern arbeitete er unter anderem als Verdingbub und schloss 1914 eine Ausbildung zum Primarlehrer ab. Bis 1928 amtierte er als Lehrer und Schulleiter an verschiedenen Schulen im Kanton Bern. Nebenberuflich war er als Sportjournalist tätig, unter anderem als Reporter an den I. Olympischen Winterspielen 1924 in Chamonix. 1928 wurde er als Chefredaktor des «Sport» nach Zürich berufen. In dieser Funktion leitete und prägte er die bedeutendste Schweizer Sportzeitung bis zu seinem Rücktritt 1963.
Ab 1925 wurde Fritz Erb als Organisator internationaler Militärsport-Veranstaltungen und Trainer sowie Delegationsleiter an verschiedenen Olympischen Winterspielen bekannt. Er begründete die Sommer- und Winter-Gebirgsausbildung in der Schweizer Armee und kommandierte zahlreiche Zentralkurse auf freiwilliger Basis. Mit Ausbruch des Zweiten Weltkriegs ernannte ihn General Henri Guisan zum Chef der Gebirgsausbildung der Schweizer Armee. Parallel kommandierte er ab 1941 das Berner Oberländer Gebirgsinfanterie-Regiment 17. Damit war Fritz Erb (bekannt als «Pickel-Fritz») eine zentrale Figur in der Reduit-Strategie der Schweiz im Zweiten Weltkrieg.
In den Nachkriegsjahren folgte eine rege Tätigkeit als Sportpublizist, Referent und Initiator von Filmprojekten. Zudem wirkte Fritz Erb als leitendes Mitglied von Regierungskommissionen und Verbands-Funktionär massgeblich an der Förderung des nationalen und internationalen Wintersports.
Fritz Erb starb 1970 nach längerer Krankheit in Zürich. Er hinterliess eine Frau und drei Söhne, der älteste war der Sport-Journalist Karl Erb.

## Funktionen und Ehrenämter
- 1924 Delegationschef und Trainer der erfolgreichen Schweizer Militärpatrouille an den I. Olympischen Winterspielen in Chamonix
- 1928 Trainer der Schweizer Olympia-Skimannschaft
- 1948 Verantwortlicher für Militärpatrouillenlauf und Pressedienst an den Olympischen Winterspielen in St. Moritz
- 1950–1960 Trainer und Delegationschef der Schweizer Armeemannschaften
- 1945–1970 Mitglied des Exekutivrates des Schweizerischen Olympischen Komitees
- 1945–1957 Präsident der Militärskikommission des Eidgenössischen Militärdepartements
- Pressechef und Ehrenmitglied des Schweizer Skiverbands
- Gründungsmitglied und Technischer Leiter des Schweizer Skischulverbands
- Ehrenmitglied des Eidgenössischen Schwingerverbands
- Ehrenmitglied des Schweizer Alpen-Clubs

## Werke (Auswahl)
- Der Skisport. In: Hans Richard Müller (Hrsg.): Stadion Schweiz: Turnen, Sport und Spiele. Metz, Zürich 1945.
- Jacques Burlet 70. Festschrift. Burlet-Film Zürich, Zürich 1965.
- Die Entstehungsgeschichte der Schilthornbahn. Interlaken 1970.